# Міосферульоз
Міосферульоз, також відомий як сферулоцитоз, — це гранулематозна реакція тіла на чужорідний матеріал, що містить ліпіди, та кров.
Це явище може спостерігатися в різних умовах, зокрема:
- жировий некроз[3]

- злоякісні пухлини, наприклад нирково-клітинна карцинома[4]
- введення тетрацикліну у хірургічну рану.

Отримана гістопатологічна картина є надзвичайно незвичайною та спочатку була помилково інтерпретована як прояв раніше не описаного ендоспорулюючого грибка.